# 이소룡전
《이소룡전》(중국어: 李小龍)은 2010년 공개된 홍콩의 영화이다.

## 출연

### 주연
- 리즈팅
- 양가휘

### 조연
- 종려시
- 사정정
- 로송지
- 장이산
- 공미
- 임달화
- 유호룡
- 구양정
- 이향금
- 오지웅
- 협선
- 전가락
- 장달명
- 정단서
- 위안안
- 양공여
- 천환런

## 기타
- 조감독: 진혜기
- 무술감독: 전가락
- 예술감독: 장세굉